# 國際母語日
國際母語日定為每年的2月21日，由聯合國教育、科學及文化組織於1999年提出倡議，從2000年起，每年的2月21日為國際母語日。目標是向全球宣傳保護語言的重要，促進母語傳播的運動，避免地球大部分語言的消失。

## 歷史
1948年，巴基斯坦政府把乌尔都语作为巴基斯坦唯一的官方语言，引發了东巴基斯坦民众的抗议。在孟加拉語言運動中，有五名學生於1952年2月21日遭受軍警槍擊死亡。1956年，巴基斯坦憲法规定孟加拉语和乌尔都语同时作为官方语言。
1971年，孟加拉國脫離巴基斯坦獨立，並在達卡修建了“保護母語紀念碑”。
1999年11月，联合国教科文组织第30届会议决定将每年的2月21日定为“國際母語日”。国际母语日自2000年以来每一年都会举办，以促进世界和平和语言多样性，并保护所有母语。
联合国大会第61届会议于2007年5月17日通过了一项决议，宣布2008年为“国际语言年”，来突出语言多样性对于促进文化多样性及国际间相互理解的重要意义，该决议由居住在加拿大溫哥華的孟加拉人拉菲克·伊斯兰（Rafiqul Islam）提出。他于1998年1月9日给科菲·安南写了一封信，要求他通过宣布国际母语日来拯救世界语言免于灭绝。拉菲克提议将该日期定为2月21日，以纪念孟加拉語言運動。

## 历年主题
- 2000年：首次国际母语日庆典
- 2001年：二周年庆典

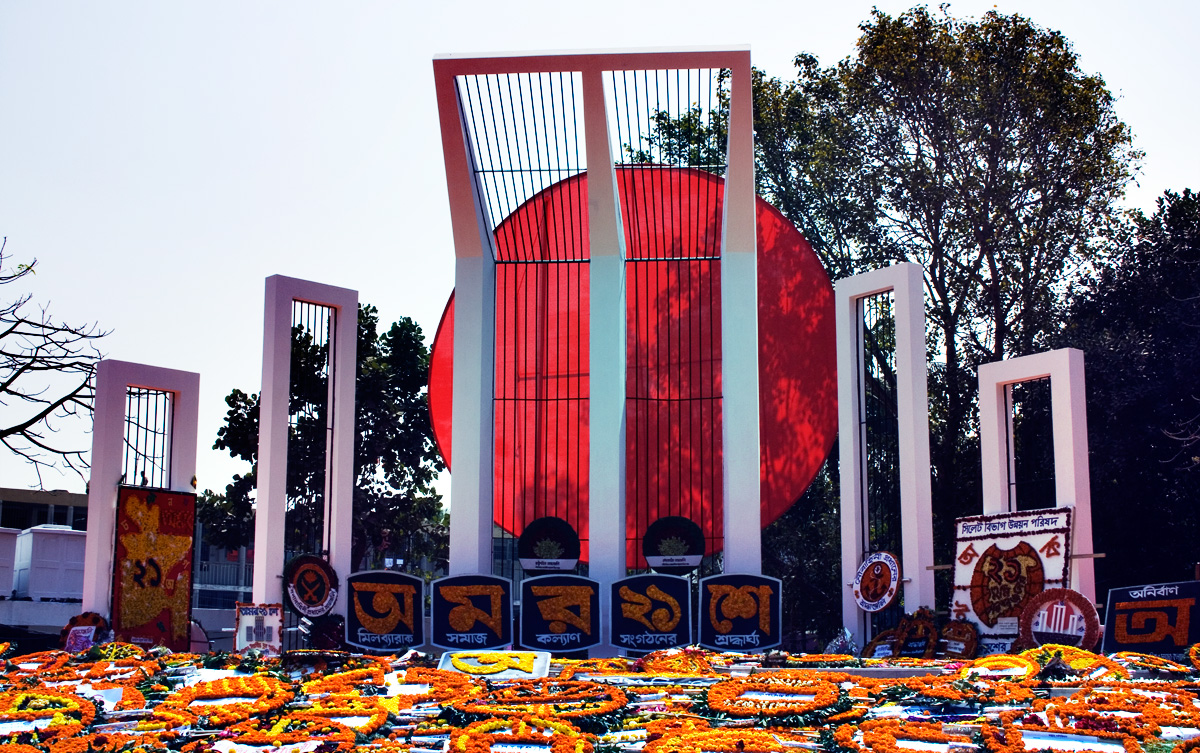
孟加拉国达卡大学的烈士纪念碑，纪念1952年2月21日孟加拉語言運動示威中遇难的人

- 2002年：语言多样性：3000种濒危语言
- 2003年：四周年庆典
- 2004年：儿童学习
- 2005年：盲文和符号语言
- 2006年：“网络空间使用多种语言”
- 2007年：多语言教育
- 2008年：国际语言年
- 2009年：十周年庆典
- 2010年：国际文化友好年
- 2011年：「利用資訊與傳播技術保護和促進語言及語言多樣性」
- 2012年：「母語教學和全納教育」
- 2013年：“书籍，母语教育的媒介”
- 2014年：「當地語言促進世界公民意識：聚焦科學」
- 2015年：“以语言为手段和内容的全纳教育-语言至关重要”
- 2016年：「优质教育、教学语言和学习效果」
- 2017年：「以多語種教育邁向永續發展的未來」
- 2018年：“保持语言多样性并促进使用多种语言以支持可持续发展目标”
- 2019年： 国际原住民族语言年
- 2020年：“语言无国界”
- 2021年：“为教育和社会融合培养多语种能力”
- 2022年：“利用技术促进多语言学习：挑战与机遇”
- 2023年：多语言教育：变革教育的必要条件[7]
- 2024年：语言教育——学习和代际学习的支柱[8]
- 2025年：国际母语日银禧庆祝活动[9]

## 各国庆祝

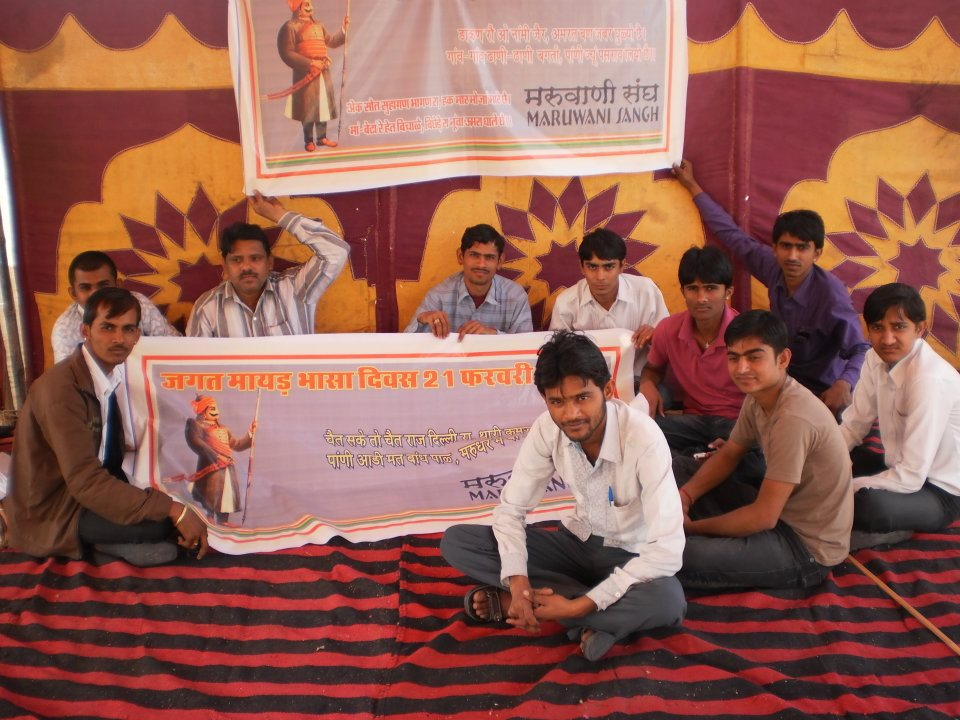
拉贾斯坦邦示威者要求确立拉贾斯坦语为印度的官方语言之一

### 孟加拉国
孟加拉国的纪念活动最初是向达卡烈塔广场烈士纪念碑及遗物献花悼念。1953年始，这一节日成为全国公共假日，也被称为“烈士节”。1999年11月17日，联合国教科文组织将2月21日定为国际母语日。孟加拉民众会在当天组织各类聚会纪念其民族语言、文化，并举办文学竞赛，在道路上绘制阿勒帕纳（一种绘画艺术）等。

### 中国
2008年4月11日，联合国“2008年国际语言年暨第九届国际母语日”在北京语言大学举行。

### 印度
印度在总理纳伦德拉·莫迪的倡议下，将数字化内容从22个官方语言拓宽到了印度其他的234个公认语种。2016年6月，数字化活动通过位于迈索尔的印度语言中央研究所的Bharatavani工程开始进行，并在2017年2月实现了印度60个语言的免费使用。

### 加拿大
2014年2月5日，加拿大议会通过了C-573法案，政府确立了每年2月21日为“国际母语日”。

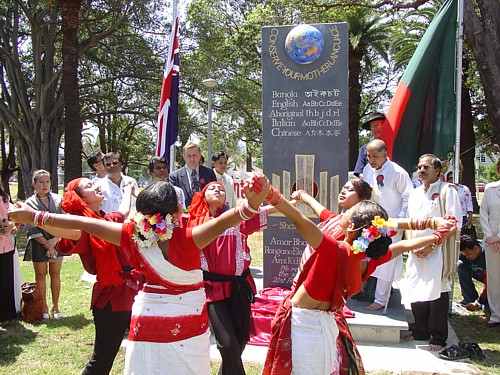
2006年2月19日，人们围绕在悉尼阿什菲尔德公园国际母语日纪念碑
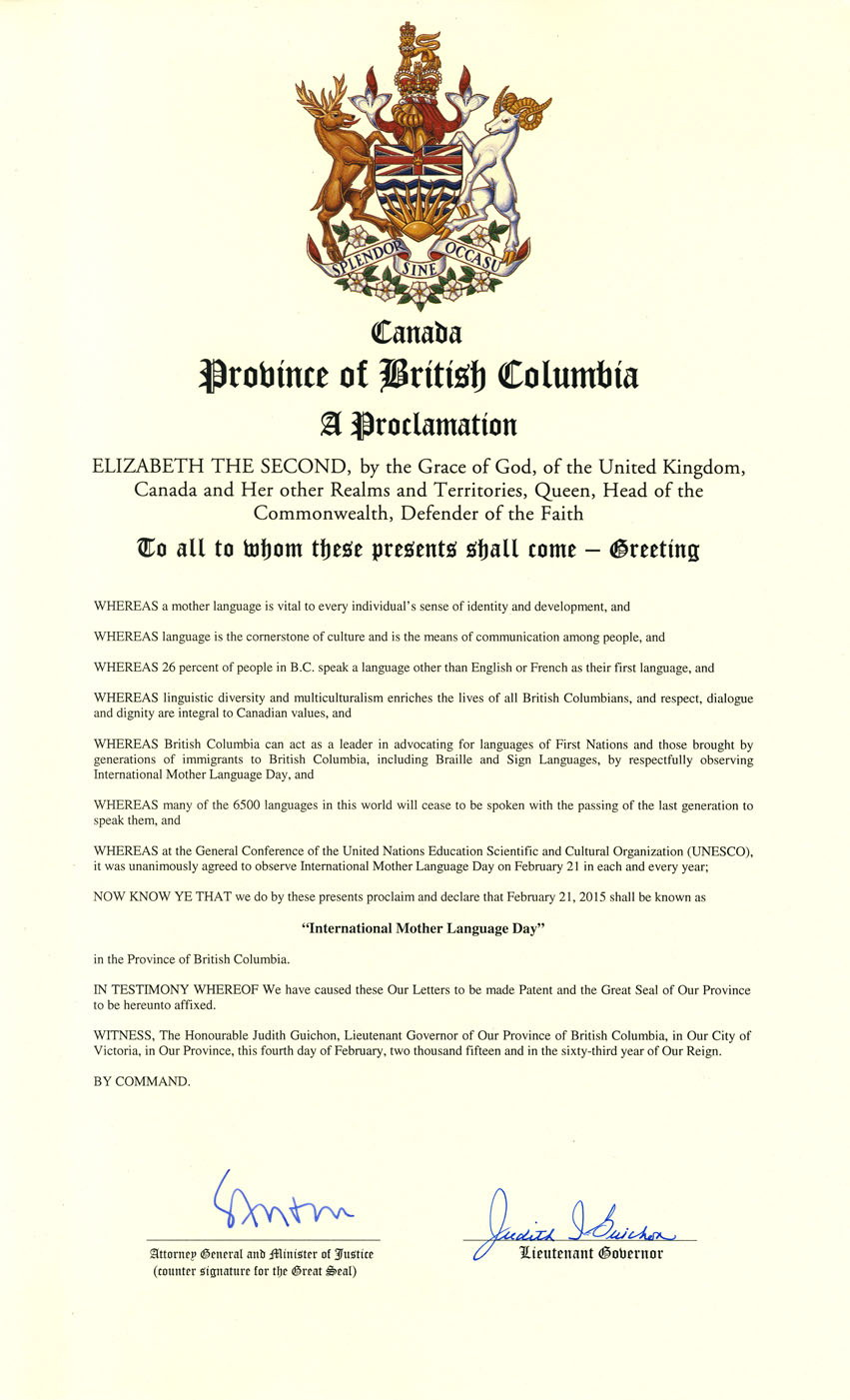
不列颠哥伦比亚省IMLD宣言
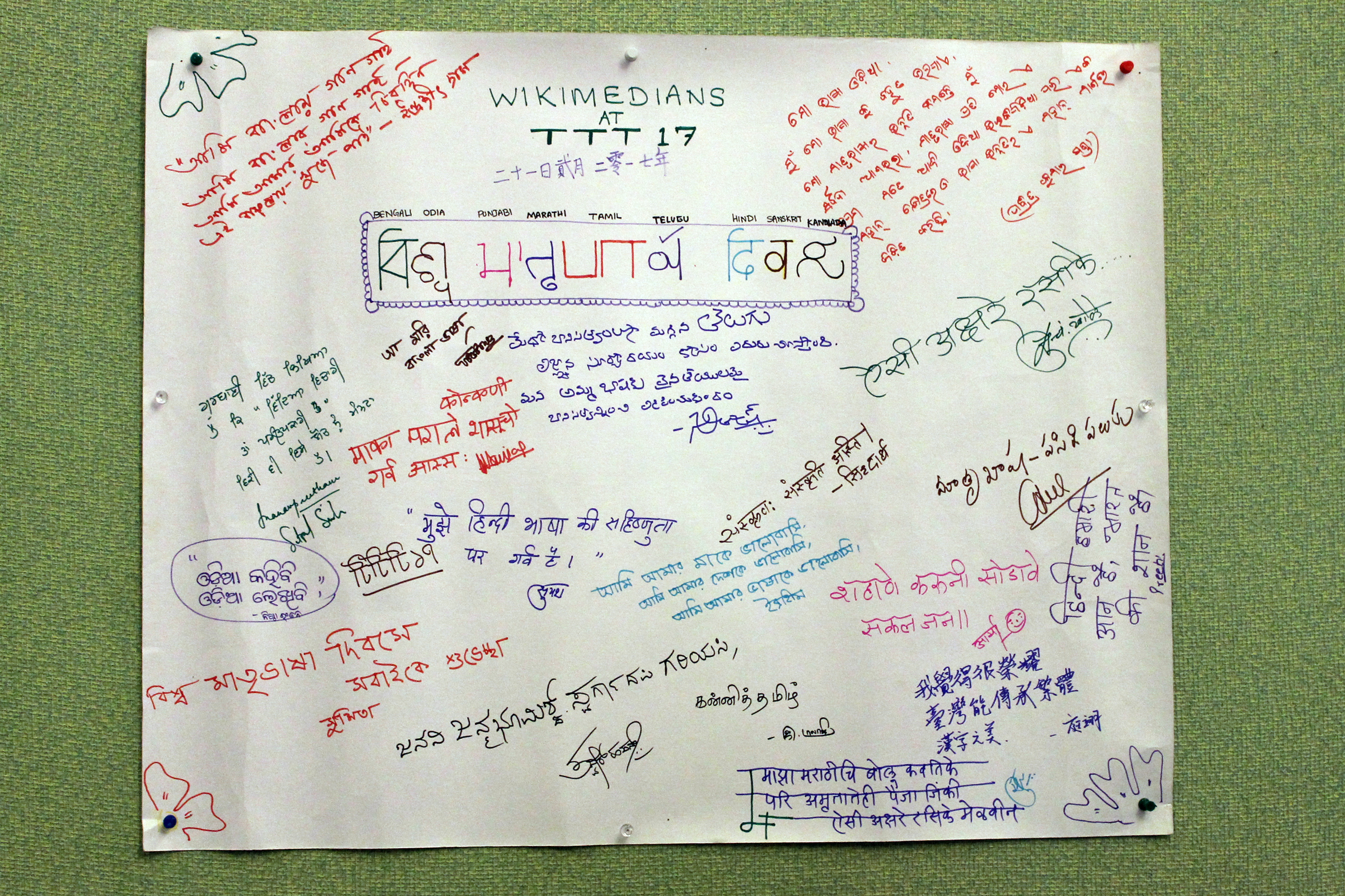
班加羅爾庆祝2017年国际母语日活动

## 外部連結
- 国际母语日 - 聯合國 （页面存档备份，存于）
- 国际母语日 - 教科文组织 （页面存档备份，存于）
- 國際母語日官方网站 （页面存档备份，存于）
- 历史的创造者：国际母语日 （页面存档备份，存于）